# II. Hattuszilisz hettita király
II. Hattuszilisz (luvi ) a hettita történelem egy rejtélyes figurája. Annyi ismert róla, hogy Taduhepa, II. Tudhalijasz özvegye valószínűleg újra férjhez ment. A férj volt Hattuszilisz. De nem tudni, hogy mindez már Szuppiluliumasz uralkodása idején történt, vagy Taduhepa férje apa és fia között trónra lépett-e.
Rich Beal egyik dolgozatában feltette, hogy Hattuszilisz II. Tudhalijasz testvére lett volna. Elmélete szerint Tudhalijasz halála idején fia, Szuppiluliumasz még gyermekkorú volt, ezért Hattuszilisz régensként kormányzott. Michael Astur szerint I. Arnuvandasz és II. Tudhalijasz között uralkodott.
Hattuszilisz uralkodásának ténye mindemellett is kérdéses. Egyetlen felirat létezik, amelyet nevéhez kötnek, ez a Hattuszilisz ellen védekező Halap városáról szól. E feliratos említés azonban I. Hattuszilisz is lehet.